# Dido Elizabeth Belle

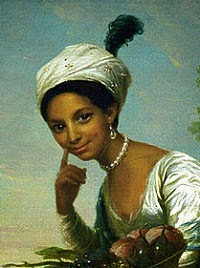
Dido Belle (detail van een portret door David Martin)

Dido Elizabeth Belle (ca.1761-1804) was een zwarte vrouw die eind 18e eeuw opgroeide in de Engelse adel. Zij was de buitenechtelijke dochter van een slaafgemaakt zwart meisje en een officier van de Royal Navy. Ze groeide in Engeland op in het huishouden van William Murray, graaf van Mansfield, een oom van haar vader. Zij lijkt geaccepteerd te zijn als een lid van de familie, en kreeg de opvoeding van een meisje uit de hogere klassen. 
Als Lord Chief Justice zat Mansfield een aantal rechtszaken voor over de rechtmatigheid van de slavenhandel. Er werd gesuggereerd dat zijn band met Dido Belle zijn oordeel in het nadeel van de slavenhandelaars beïnvloedde. 
Een portret van Dido Belle met haar nicht Elizabeth Murray door de Schotse schilder David Martin, is bijzonder in de 18e-eeuwse Britse kunst omdat het een zwarte vrouw toont als de gelijke van een witte vrouw, en niet als haar bediende of slaaf.

## Biografie

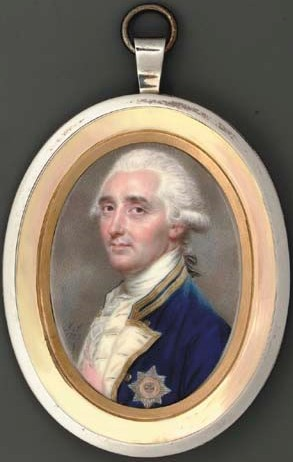
Dido Belle's vader John Lindsay (later admiraal sir John Lindsay).

Dido Elizabeth Belle was de buitenechtelijke dochter van John Lindsay (1737-1788), een officier in de Royal Navy, en een zwarte slaafgemaakte vrouw van Afrikaanse afkomst, Maria Belle. Het is niet duidelijk waar en hoe Lindsay en Maria Belle elkaar ontmoetten. Zeker is dat het schip van Lindsay rond 1760 actief was bij Senegal en in het Caribisch gebied. Het verhaal gaat dat hij haar gevangen had genomen op een Spaans (slaven)schip, en als zijn maîtresse naar Engeland heeft gebracht. 
Vermoedelijk was Maria ongeveer 15 jaar oud toen hun dochter Dido Elizabeth rond 1761 in Engeland werd geboren. Lindsay bleef zich om Maria Belle bekommeren, en maakte haar later vrij. In 1774 vertrok ze naar Florida, waar hij land voor haar had gekocht.

Lindsay erkende zijn dochter Dido niet; ze kreeg ook niet zijn achternaam maar stond bekend als Dido Belle. Hij zorgde er wel voor dat ze een goede opvoeding kreeg, en plaatste haar als klein kind onder de hoede van zijn oom, William Murray, de graaf van Mansfield (1705-1793). Zijn vrouw en hij hadden al de zorg over een ander achternichtje, Elizabeth Murray (ca. 1763-1823). Het is waarschijnlijk dat de Mansfields Dido in hun huishouden opnamen als haar speelkameraadje. Dido Belle woonde eerst in het Londense huis van de familie Mansfield in Bloomsbury. Vanaf 1780 woonde ze in Kenwood House op Hampstead Heath in Noord-Londen. Ze kreeg net als haar nichtje Elizabeth, met wie ze een hechte relatie had, de opvoeding die gebruikelijk was voor een meisje uit de hogere klassen; zij leerde onder andere lezen, schoonschrift en muziek. Ze had later het toezicht op de zuivelproductie en het pluimvee; dit waren ook voor adellijke dames vrij gebruikelijke taken in het huishouden. Lord Mansfield was erg op haar gesteld en gaf haar een toelage. Zij lijkt deel te hebben uitgemaakt van de familie en was ook aanwezig als er gasten werden ontvangen. Dido Belle was volgens de toenmalige wetten in slavernij geboren. Zij werd door Lord Mansfield vrij gemaakt.

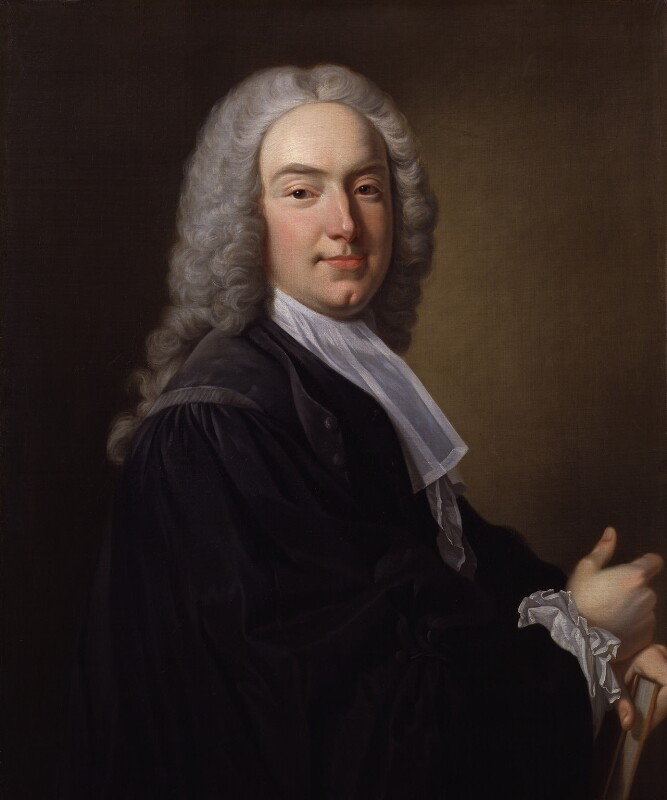
William Murray, graaf van Mansfield. Dido Belle groeide op in zijn gezin.

Na de dood van Lady Mansfield in 1784 en het huwelijk van Elizabeth Murray een jaar later, zal Dido Belle vermoedelijk veel tijd hebben besteed aan de zorg voor de inmiddels hoogbejaarde Lord Mansfield. Na zijn dood in 1793 ontving ze een lijfrente van £100 en een eenmalige som van £500. Dit was aanmerkelijk minder dan Mansfield naliet aan Elizabeth Murray. Het is onduidelijk of dit te maken heeft met Dido Belle's huidskleur of met het feit dat zij een buitenechtelijk kind was. In zijn testament bevestigde Lord Mansfield nogmaals dat zij een vrije persoon was, en geen slaaf.  

Dido Belle’s vader - uiteindelijk admiraal sir John Lindsay - had geen wettige erfgenamen. Hij had na zijn dood in 1788 geld nagelaten aan twee andere buitenechtelijke kinderen, maar niet aan Dido. Mogelijk ging hij ervan uit dat Mansfield financieel voor haar zou zorgen. 

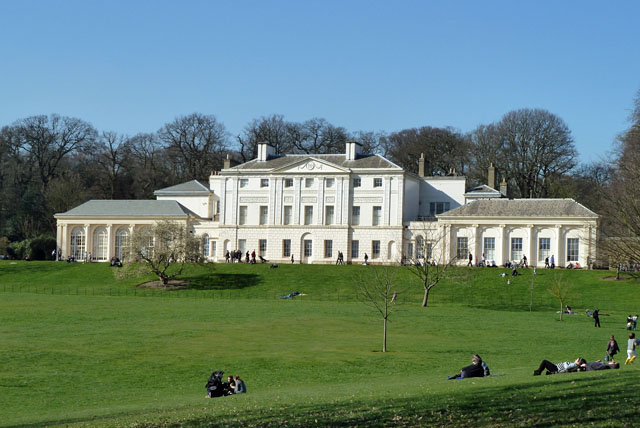
Kenwood House, waar Dido Belle tussen 1780 en 1793 woonde

In 1793 trouwde Belle met John Davinier (1768-1847), een rentmeester die oorspronkelijk uit Frankrijk kwam. Ze kregen in ieder geval drie zonen en woonden in de Londense wijk Pimlico. Dido Belle stierf in 1804. Ze werd begraven op een begraafplaats bij de kerk van St George, in Hanover Square. Haar graf werd in de jaren 1970 geruimd tijdens bouwwerkzaamheden.

## Slavernij
Belle leefde tijdens het hoogtepunt van de trans-Atlantische slavenhandel. Eind 18e eeuw begon de publieke opinie over slavenhandel te veranderen. Lord Mansfield was van 1756 tot 1788 Lord Chief Justice, de hoogste Engelse rechter. In die hoedanigheid behandelde hij een aantal zaken waarin de rechtmatigheid van de slavenhandel werd onderzocht. In een daarvan kwam Mansfield tot de conclusie dat het slavenhandelaars niet was toegestaan om slaven die in Engeland verbleven, met geweld uit het land te verwijderen. Er werd bij Mansfields leven al gespeculeerd dat de aanwezigheid van Dido Belle in zijn huishouden zijn oordeel heeft beïnvloed, maar dat is niet met zekerheid te zeggen.

## Schilderkunst en film

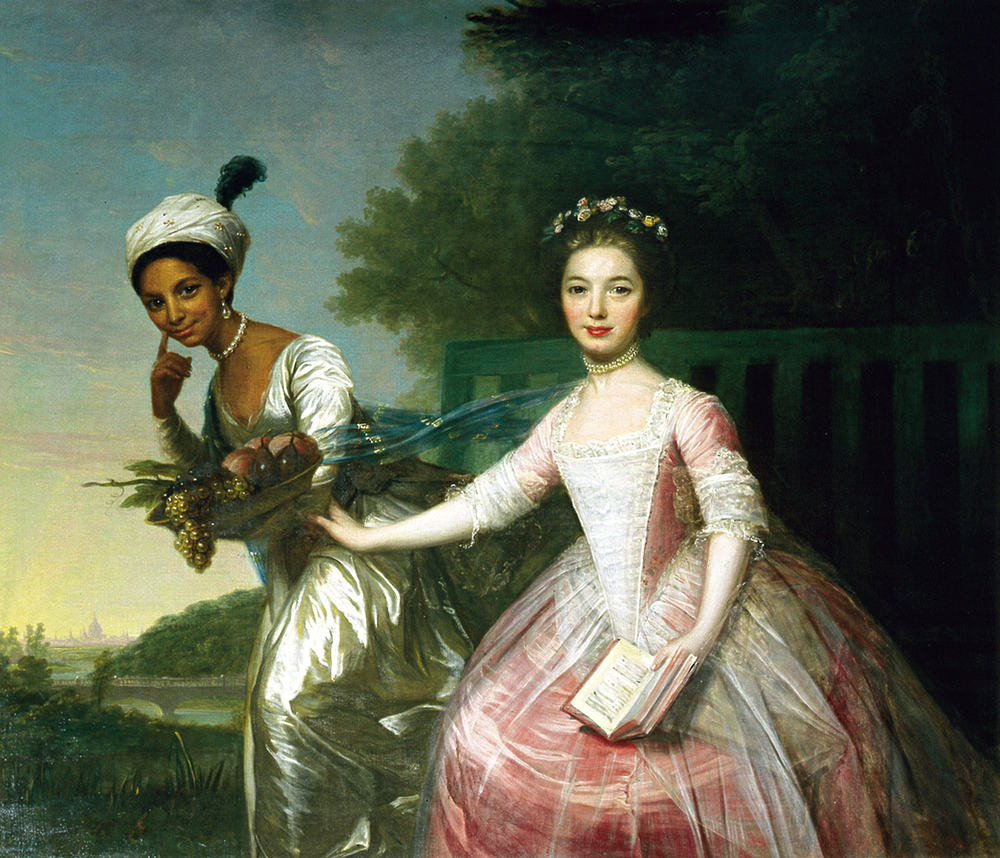
Portret van Dido Belle en Elizabeth Murray, door David Martin

Een dubbelportret van Dido Belle en haar nicht Lady Elizabeth Murray is lang toegeschreven aan Johan Zoffany, maar zeer waarschijnlijk van de hand van de Schotse schilder David Martin. Het is hoogst ongebruikelijk voor 18e-eeuwse Britse kunst omdat het een zwarte vrouw toont als gelijke van een witte vrouw, en niet als bediende of slaaf.
Toch suggereert de kunstenaar in het portret dat de status van de twee vrouwen niet helemaal gelijk is. Dido Belle draagt ‘orientaalse’ kleding en een exotische tulband met veren, terwijl Elizabeth Murray in eigentijdse Europese mode is afgebeeld. Dido draagt een mand met tropisch fruit, terwijl haar nicht een boek zit te lezen. 
Het schilderij inspireerde de filmmaker Amma Assante tot de film Belle, die gebaseerd is op Dido Belle's leven maar feit en fictie met elkaar vermengd.
- Library of Congress Control Number: n2014009898
- Virtual International Authority File: 307171640
- WorldCat: E39PBJrgJwwgTHCjCdgTy3ChHC